# Comunione degli Apostoli (Signorelli)
La Comunione degli Apostoli è un dipinto a olio su tavola (232x220 cm) di Luca Signorelli, databile al 1512 e conservato nel Museo Diocesano di Cortona.

## Descrizione e stile
L'opera mostra un'iconografia fiamminga piuttosto rara in Italia, ma che Signorelli aveva sicuramente avuto modo di vedere nella Pala del Corpus Domini (1472-1474) di Giusto di Gand a Urbino.
Sullo sfondo di un portico classicheggiante, ripreso dalle pale di Perugino, Cristo è al centro degli apostoli, che gli stanno disposti tutt'intorno scalando ai lati in una composizione piramidale che guida lo sguardo dello spettatore verso la figura di Cristo. Egli tiene in mano un piatto con le ostie che sta dando agli apostoli, ritratti in varie posture e con colori sgargianti negli abiti. Spicca in primo piano la figura di Giuda Iscariota, ampiamente lodata da Vasari, che si volta verso lo spettatore e, abbassando lo sguardo, incassa nella borsa la moneta d'oro che ha ricevuto per tradire Cristo. Si tratta di una trovata teatrale che esplicita le doti di illustratore accattivante di Signorelli, anche nella fase tarda della sua produzione. 

### Predella
La pala era forse dotata di predella, che è stata ricostruita da Mario Salmi nei pannelli dell'Incontro dei pellegrini sulla via di Emmaus e la Cena in Emmaus nella collezione Julius Weitznel e della Santa Caterina d'Alessandria nel Museo Horne.

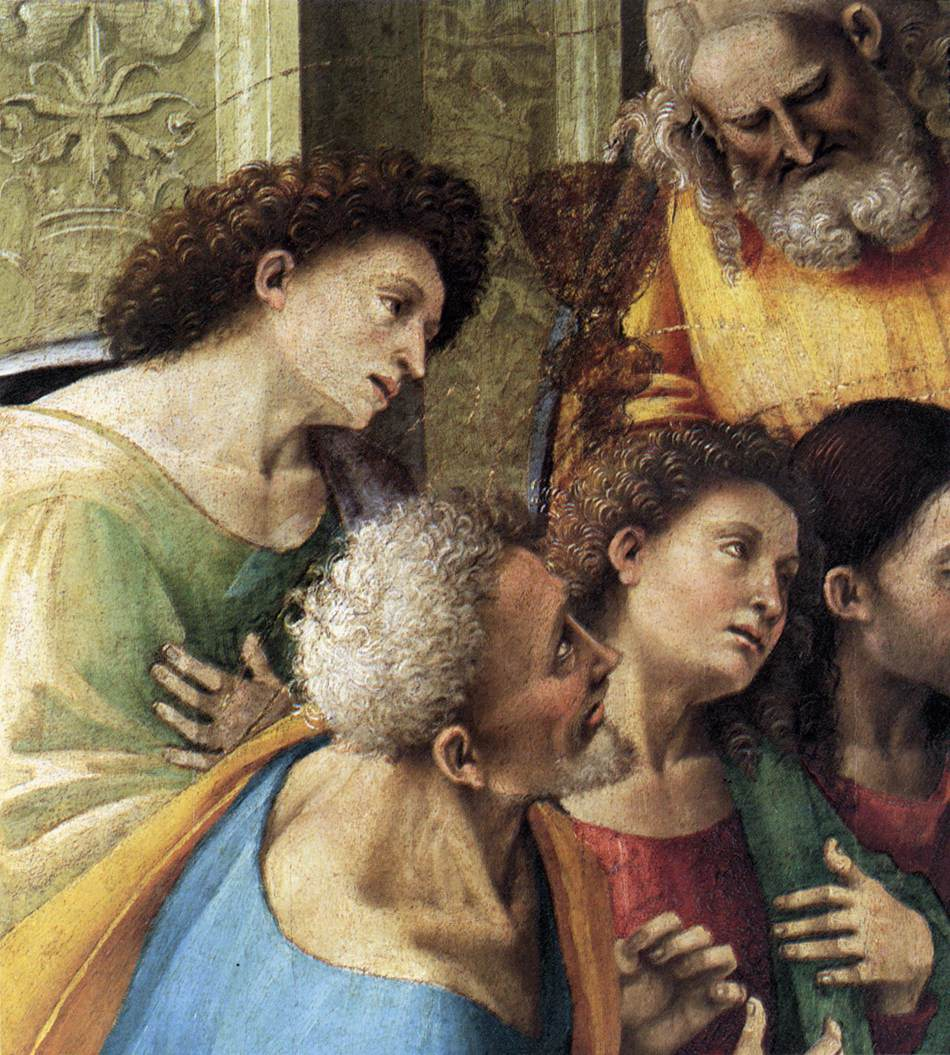
Dettaglio
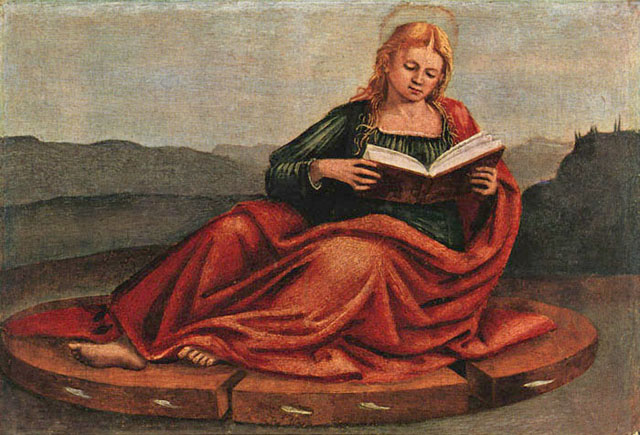
Santa Caterina d'Alessandria